# René Bremer

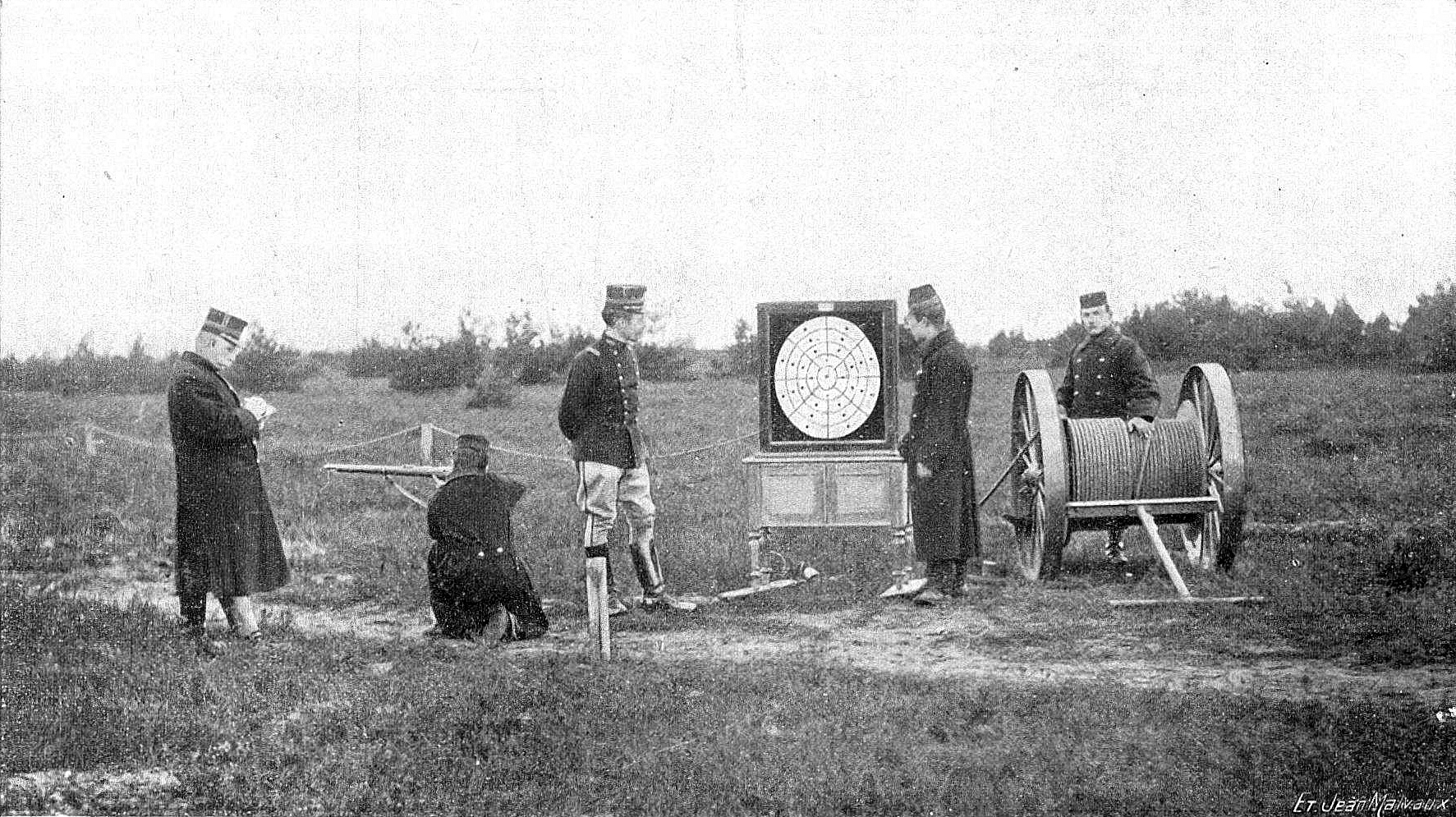
Elektrische schietschijf in het kamp van Beverlo

René Marie Victor Bremer (Sommière, 16 juni 1871 - Beveren aan de IJzer, 14 oktober 1918) was een Belgisch militair. Hij is gesneuveld op het slagveld tijdens de Eerste Wereldoorlog. Hij is de bedenker van een elektrische schietschijf in 1903. 

## Persoonlijk leven
Op 17-jarige leeftijd treedt Bremer als beroepsvrijwilliger in de militaire school. Na zijn opleiding wordt hij in 1891 ingedeeld bij het 9° Linieregiment. In 1897 wordt hij toegelaten aan de Krijgsschool.
Bremer was getrouwd met Jeanne Françoise Helene Henriette Boutellier. Hij woonde in Schaarbeek.

## Elektrische schietschijf
De elektrische schietschijf (ook Bremerschijf genoemd) werd door commandant Bremer gepatenteerd in 1903 .  Hij won er de gouden prijs van het Ministerie van Oorlog mee in 1905. Ze werd door het Belgisch leger ingevoerd in 1907. Ze werd bovendien aangekocht door Nederland, Bolivië, Argentinië, Brazilië, Paraguay, Cuba, Duitsland, Frankrijk en Rusland. Dankzij deze uitvinding was het kamp van Beverlo één der modernste van Europa op dat ogenblik.
Deze schijf bestaat uit afzonderlijke ringen. Elke ring is onderverdeel in een groot aantal segmenten, die elk afzonderlijk ingedrukt kunnen worden door inslag van een kogel, waardoor een elektrisch contact ontstaat. Dit contact doet een genummerde tuimelaar neervallen (of bv. een lamp branden) op de getuigenschijf naast de schutter. De doelplaat (die nooit doorboord wordt) wordt door een veer teruggeduwd.
De elektro-automatische schietschijf bestaat dus uit vier delen :
- De eigenlijke schietschijf
- De getuigenschijf, naast de schutter
- De kabel die beide voorgaande verbindt
- De batterij

Het systeem was zeer robuust en deugdelijk: zo werd het nog aangekocht in 1934 voor de inrichting van de schietstand van de Ratz-kazerne in Vielsalm.
De Duitse bezetter maakte gebruik van deze systemen in beide wereldoorlogen.
In 1960 was dit type van schijven nog in dienst in het kamp van Beverlo.

## Eerste Wereldoorlog
Na de Duitse inval in België op 4 augustus 1914 maakt Bremer onder kolonel Biebuyck de terugtocht mee en neemt hij deel aan de uitval vanuit Antwerpen. Op 26 augustus 1914 raakt hij in Mechelen gewond en wordt hij tot 3 oktober 1914 verzorgd in het Sint-Elisabethgasthuis in Antwerpen. Daarna vervoegt hij zich opnieuw bij zijn regiment. In november 1914 wordt hij bevorderd tot kolonel en wordt hij commandant van het 1° Regiment Karabiniers.
Op 14 oktober 1918, tijdens het eindoffensief voor de bevrijding van Roeselare, wordt kolonel Bremer in Rumbeke door scherven in het hoofd getroffen. Hij wordt geëvacueerd naar Zonnebeke, waar een chirurgische voorpost van het militair hospitaal van Beveren aan de IJzer was gevestigd. Hij overlijdt daar dezelfde dag. Zijn lichaam wordt op 19 oktober 1918 begraven op het kerkhof van Beveren aan de IJzer.

## Herdenking

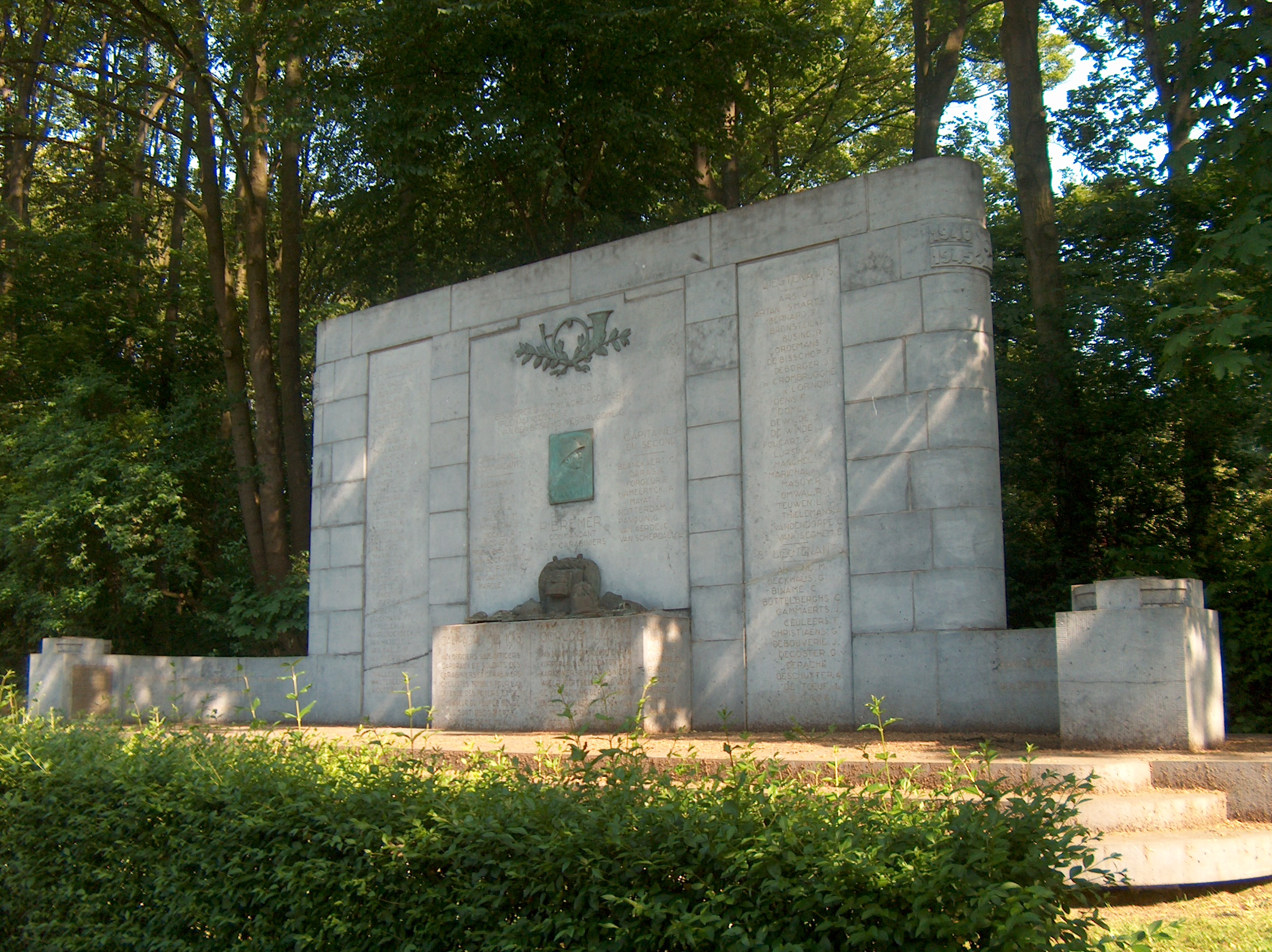
Monument R. Bremer in Schaarbeek

Als eerbetoon aan kolonel Bremer wordt in 1930 een plein in Schaarbeek naar hem vernoemd.
In het Josaphatpark in Schaarbeek, aan de Louis Bertrandlaan, staat het Monument R. Bremer ter herdenking aan de gesneuvelde karabiniers.